# 髪授神祠

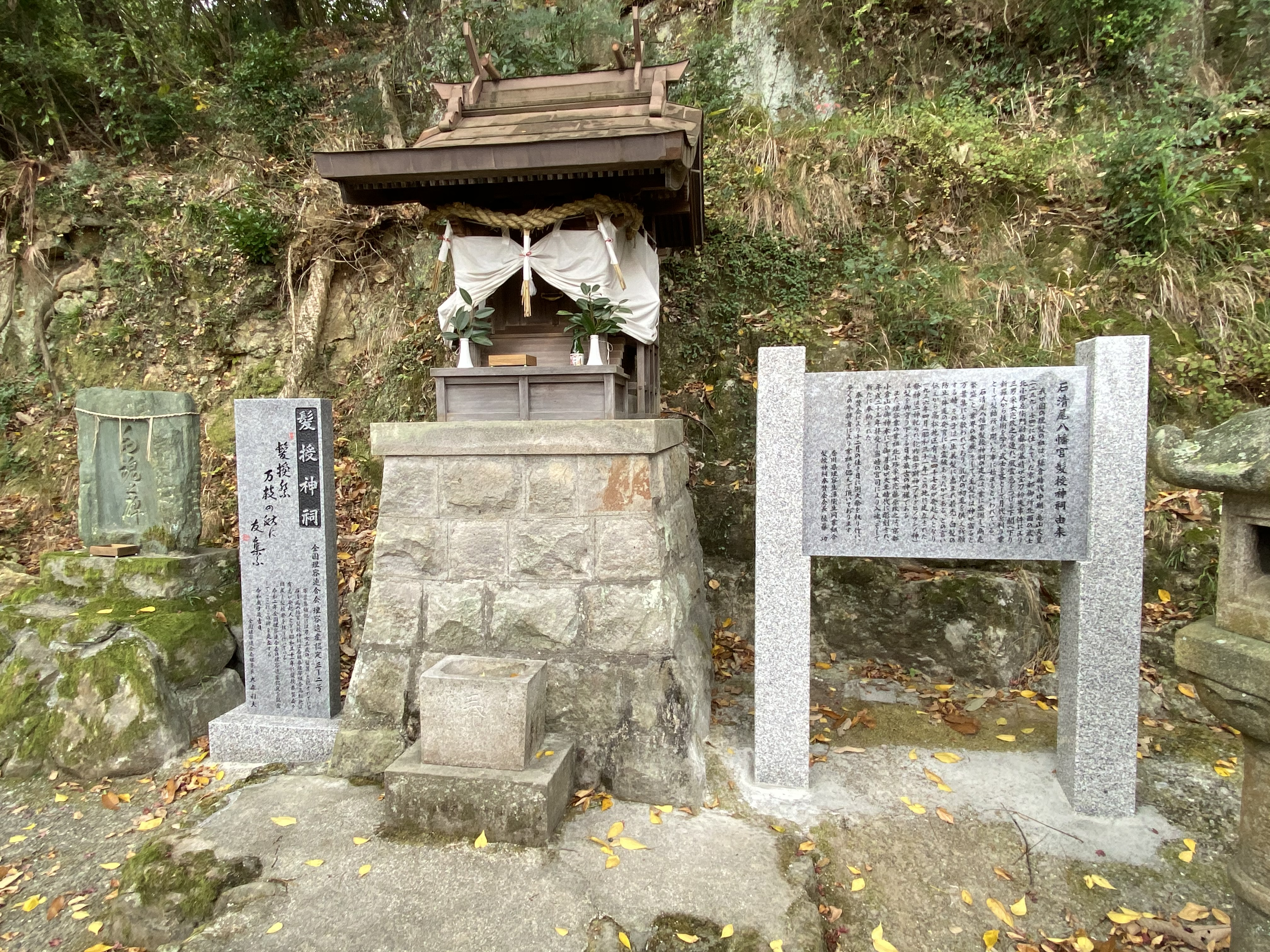
髪授神祠

髪授神祠（はつじゅしんし）は香川県高松市宮脇町一丁目にある祠。石清尾八幡宮の境外末社にあたる。

## 概要
祭神は飽昨能宇斯神（あきぐひのうしのかみ）、北小路采女亮藤原正之公（きたこうじうねめのすけふじわらのまさゆきこう）。
同じく石清尾八幡宮境外末社である蜂穴神社の隣に鎮座する。
御利益には薄毛や白髪の防止、体毛の発育などがあり、また、乳児の初毛を供え祈願すると、その子は一生美髪に恵まれると言われている。

## 歴史
昭和31年（1956年）4月25日、香川県理容生活衛生同業組合の有志47人によって建立される。八百万の神々の中でも髪に関わる飽昨能宇斯神と、理容業の開祖である藤原正之公の二柱を合祀する。
令和2年には「全国理容遺産」に登録され、祠の両隣に記念碑が建てられ、11月23日には例祭に合わせ除幕式が盛大に行われた。

## 祭事
・例祭 - 11月後半もしくは12月前半

## 交通アクセス
石清尾八幡宮から徒歩5分